# Михайловское сельское поселение (Волгоградская область)
Миха́йловское се́льское поселе́ние — муниципальное образование в составе Урюпинского района Волгоградской области.
Административный центр — станица Михайловская.

## История
Михайловское сельское поселение образовано 30 марта 2005 года в соответствии с Законом Волгоградской области № 1037-ОД.

## Население
| 2010  | 2012  | 2013  | 2014  | 2015  | 2016  | 2017  |
| ----- | ----- | ----- | ----- | ----- | ----- | ----- |
| 1675  | ↘1654 | ↘1628 | ↗1643 | ↗1644 | ↘1639 | ↘1605 |
| 2018  | 2019  | 2020  | 2021  |       |       |       |
| ↘1567 | ↘1523 | ↘1499 | ↘1474 |       |       |       |

## Состав сельского поселения
| № | Населённый пункт | Тип населённого пункта          | Население |
| - | ---------------- | ------------------------------- | --------- |
| 1 | Аброскинский     | хутор                           | 49        |
| 2 | Михайловская     | станица, административный центр | 1118      |
| 3 | Нижнекраснянский | хутор                           | 80        |
| 4 | Садковский       | хутор                           | 244       |
| 5 | Сантырский       | хутор                           | 84        |
| 6 | Скабелинский     | хутор                           | 100       |
| 7 | Юдкинский        | хутор                           | 0         |

### Упразднённые населённые пункты
- Краснояровский — упразднённый в 2006 году хутор[13]